# مارتن براينت
مارتن براينت (بالإنجليزية: Martin Bryant) هو قاتل فترة أسترالي، ولد في 7 مايو 1967 في Battery Point ‏ في أستراليا.

## وصلات خارجية
- مارتن براينت على موقع إن إن دي بي (الإنجليزية)